# Narrativa clàssica
La narrativa clàssica és un estil narratiu en el qual la història s'explica seguint uns convenis de la indústria que permeten al lector o espectador entendre-la molt fàcilment. Podríem dir que són una sèrie d'esquemes als quals la ment de l'espectador ja està acostumada i resulten especialment senzills de seguir i entendre.

## Estructura
Eugène Scribe (dramaturg i actor) cap al 1820 va “establir” una estructura de guió coneguda com l’estructura de tres actes (reinventada i popularitzada per Shd Field el 1979). Aquesta senzilla estructura, tal com diu el seu propi nom, té tres actes que es poden denominar de la següent manera:
- Acte 1, Plantejament: en aquest acte s’introdueix l'època, context, es presenten els personatges juntament amb la seva situació, gustos i els seus objectius (L’objectiu del protagonista sòl ser el mateix o contrari al de l’antagonista). Aquest acte sol acabar a un turning point (punt de gir) que és un punt on la història fa un gir inesperat i canvia la direcció d’aquesta on el protagonista farà el pas que no el deixarà tornar enrere.
- Acte 2, Confrontació: en aquest acte el protagonista té moments de pujada i baixada constants (punts de gir) amb l’objectiu de confrontar el problema en qüestió, els personatges secundaris apareixen i amb tot això es produeix una explosió/ rampell/ escàndol/una lluita/un desafiament (on l’antagonista sol estar relacionat)… Això produeix que el protagonista toqui fons. Durant gran part d’aquest acte la història no es mou a causa de la confrontació.
- Acte 3, Resolució: al començament d’aquest es produeix un clímax (gran revelació) que canvia tot el sentit de la història. Més endavant el problema en qüestió se soluciona. Aquest acte sempre acaba amb un final tranquil·litzador i que deixa a l’espectador sense inquietuds, de manera que se'n vagi satisfet.

Aquesta estructura té una importància molt més elevada del que sembla, i fins i tot és un dels requisits principals pels quals s’encarreguen de la tria de guions per a la indústria de Hollywood és tenir un turning point o gir entre actes, un en passar un quart del guió i un altre en passar tres quarts, en proporció a la durada de la producció.

## Aplicació al cinema
Tot i que no sempre sigui de forma molt clara, aquesta forma de producció està present en la majoria de les pel·lícules comercials actuals per aquesta senzillesa esmentada que permet que l'espectador no hagi de fer grans esforços per tal de seguir a la perfecció la història explicada. Algunes de les tècniques de la narrativa clàssica que s'han fet servir al cinema des del desenvolupament del cinema clàssic de Hollywood són:

### Causa - efecte
La base de la narrativa clàssica consisteix en l'encadenat d'un seguit de causes i efectes un darrere l'altre de forma ordenada. Una cadena de causes i efectes és un conjunt d'esdeveniments (causa), habitualment motivats per un personatge, que desencadenen en un altre, és a dir que en causen un altre (efecte). Un clar exemple de causalitat podria ser la desaparició d'un personatge (causa) que desencadena la tristesa d'un altre (efecte) i aquest (causa) de la mateixa manera desencadena l'inici d'una recerca per trobar el desaparegut (efecte). D'aquesta manera cada esdeveniment que ha sigut l'efecte d'un altre passa seguidament a ser-ne la causa del següent.

### Personatges
S'han de crear personatges rodons (tenen una evolució al llarg de la història) consistents amb suficients trets per suportar l'acció, és a dir amb una personalitat ben desenvolupada capaç de liderar la trama sent el centre de l'acció. Des del primer moment en què es presenta un personatge se li assignen una sèrie de trets característics que el definiran a ell i a les seves accions durant la resta de la pel·lícula. En cas que un personatge deixi de seguir els trets que se li han assignat inicialment, s'haurà de fer de forma justificada a la narració. La majoria dels personatges principal són rodons i, per tant, evolucionen amb el desenvolupament de la història, però en cap cas ho fan de forma arbitrària sinó que segueixen la cadena de causalitat. A més, cada personatge, principalment el protagonista i l'antagonista, han de tenir una clara motivació. Ha d'haver-hi una raó per la qual volen aconseguir el seu objectiu ja sigui per una motivació personal, social… Tant aquesta motivació com tota la resta de les seves accions ha d'estar justificada sigui per la seva personalitat o per les seves vivències. Fins i tot cada punt de la trama, cada cosa que passa ha d'estar justificada i ha de tenir un sentit clar. Per exemple, un vaixell no es pot començar a enfonsar simplement perquè sí igual que un personatge no pot matar al seu pare sense cap justificació prèvia o posterior.

### Objectius
El protagonista sempre ha de tenir un clar objectiu que desitja complir, i aquest serà el que representa el pes de la trama principal. El protagonista es manté actiu en tot moment i no deixa perseguir els seus objectius en cap moment. Per altra banda, el personatge principal gairebé sempre té dos objectius creant una segona línia argumental o una subtrama. Aquests dos objectius sempre estan relacionats de forma casual i un d'aquests sol ser un romanç.

### Deadlines(data límit)
Aquesta és una característica molt clara i simple que ajuda a crear la tensió i el ritme necessaris per mantenir l'interès de l'espectador. Consisteix en l'existència de qualsevol mena de data límit per complir tant l'objectiu final com per superar els diferents obstacles que es plantegen al llarg de la història. Una deadline es pot crear de moltes maneres, per exemple amb una amenaça de l'enemic, amb una mena de cursa contra l'antagonista per complir l'objectiu… És una eina senzilla d'aplicar i molt natural de cara a l'espectador, ja que és una cosa a la qual estem molt acostumats en el nostre dia a dia.

### Regla de tres
Tota aquella informació important per a la història explicada es presenta a l'espectador de forma repetida per tal que si aquest ha deixat d'atendre a la pel·lícula, pugui reprendre-la amb facilitat més tard. Se sol utilitzar la “regla de tres”, que consisteix en el fet que la informació clau que l'espectador necessita per entendre l'acció es repeteix tres vegades.